# Meddle Tour
Meddle tour è stato un breve tour di concerti nordamericano della band britannica Pink Floyd. Cominciò nell'ottobre 1971 e terminò nel novembre dello stesso anno. Era destinato a promuovere il loro nuovo album Meddle negli Stati Uniti e in Canada, tuttavia vario materiale proveniente dall'album era già stato suonato durante l'Atom Heart Mother World Tour. La scaletta del tour fu varia, con la band che suonò materiale proveniente dai loro precedenti lavori A Saucerful of Secrets, More e Atom Heart Mother, oltre ad alcune tracce di Meddle. I brani Embryo, Fat Old Sun e Cymbaline non verranno più suonati dal gruppo dopo questa tournée.

## Date del tour
| Data             | Città            | Paese        | Sede                           |
| Nord America     | Nord America     | Nord America | Nord America                   |
| ---------------- | ---------------- | ------------ | ------------------------------ |
| 15 ottobre 1971  | San Francisco    | Stati Uniti  | Winterland Ballroom            |
| 16 ottobre 1971  | Santa Monica     | Stati Uniti  | Santa Monica Civic Auditorium  |
| 17 ottobre 1971  | San Diego        | Stati Uniti  | Golden Hall                    |
| 19 ottobre 1971  | Eugene           | Stati Uniti  | National Guard Armory          |
| 21 ottobre 1971  | Salem            | Stati Uniti  | Salem Armory Auditorium        |
| 22 ottobre 1971  | Seattle          | Stati Uniti  | Paramount Theatre              |
| 23 ottobre 1971  | Vancouver        | Canada       | Garden Auditorium              |
| 26 ottobre 1971  | Detroit          | Stati Uniti  | Eastown Theatre                |
| 27 ottobre 1971  | Chicago          | Stati Uniti  | Auditorium Theater             |
| 28 ottobre 1971  | Ann Arbor        | Stati Uniti  | Hill Auditorium                |
| 31 ottobre 1971  | Toledo           | Stati Uniti  | Toledo Field House             |
| 2 novembre 1971  | Princeton        | Stati Uniti  | McCarter Theatre               |
| 3 novembre 1971  | Passaic          | Stati Uniti  | Central Theatre                |
| 4 novembre 1971  | Providence       | Stati Uniti  | Loew's Theatre                 |
| 5 novembre 1971  | New York City    | Stati Uniti  | Assembly Hall                  |
| 6 novembre 1971  | Cleveland        | Stati Uniti  | Emerson Gymnasium              |
| 8 novembre 1971  | Buffalo          | Stati Uniti  | Peace Bridge Exhibition Center |
| 9 novembre 1971  | Montréal         | Canada       | Centre Sportif                 |
| 10 novembre 1971 | Québec           | Canada       | Pavillon de la Jeunesse        |
| 11 novembre 1971 | Boston           | Stati Uniti  | Orpheum Theatre                |
| 12 novembre 1971 | Filadelfia       | Stati Uniti  | Irvine Auditorium              |
| 13 novembre 1971 | Williamstown     | Stati Uniti  | Chapin Hall                    |
| 14 Novembre 1971 | Stony Brook      | Stati Uniti  | Pritchard Gymnasium            |
| 15 novembre 1971 | New York City    | Stati Uniti  | Carnegie Hall                  |
| 16 novembre 1971 | Washington, D.C. | Stati Uniti  | Lisner Auditorium              |
| 19 novembre 1971 | Pittsburgh       | Stati Uniti  | Syria Mosque                   |
| 20 novembre 1971 | Cincinnati       | Stati Uniti  | Taft Theatre                   |

## Formazione
- David Gilmour – chitarra, voce
- Roger Waters – basso, percussioni, voce
- Richard Wright – organo Hammond, organo Farfisa, pianoforte, EMS VCS3, voce
- Nick Mason – batteria, percussioni

## Scaletta
Una tipica scaletta del tour:
1. Embryo
2. Fat Old Sun
3. Set the Controls for the Heart of the Sun
4. Atom Heart Mother
5. One of These Days
6. Careful with That Axe, Eugene
7. Cymbaline
8. Echoes

Bis (se suonato):
1. More Blues

Altri brani suonati durante il tour:
- A Saucerful of Secrets (occasionalmente suonata come chiusura o bis al posto di Echoes)
- Interstellar Overdrive (suonata l'8 e il 15 novembre dopo Set The Controls for the Heart of the Sun)
- Green Is the Colour (suonata il 19 novembre prima di Careful With That Axe, Eugene)
- If (suonata il 2 novembre come apertura al posto di Embryo)